# Viktor Meyer
Viktor Mayer a veces conocido como Victor Meyer (Berlín, 8 de septiembre de 1848 - Heidelberg 8 de agosto de 1897) fue un químico alemán.
Realizó trabajos significativos en la química orgánica e inorgánica. Es conocido por la invención de un aparato para determinar la densidad de gases, el aparato Victor Meyer.
Fue galardonado en 1891 con la medalla Davy, concedida por la Royal Society «por sus investigaciones sobre la determinación de densidades de vapor a altas temperaturas».

## Libros
- Tabellen zur qualitativen Analyse (1884, written together with Frederick Treadwell)
- Pyrochemische Untersuchungen (1885)
- Die Thiophengruppe (1888)
- Chemische Probleme der Gegenwart (1890)
- Ergebnisse und Ziele der Stereochemischen Forschung (1890)
- Lehrbuch der organischen Chemie (1893, written together with Paul Jacobson. A very popular book at the time that has been reprinted and reedited several times)
- Märztage im kanarischen Archipel, ein Ferienausflug nach Teneriffa und Las Palmas (1893, travel guide)